# Europiella concinna
Europiella concinna är en insektsart som beskrevs av Reuter 1909. Europiella concinna ingår i släktet Europiella och familjen ängsskinnbaggar. Inga underarter finns listade i Catalogue of Life.